# Izraelské království (sjednocené)
Sjednocené království (hebrejsky המלוכה המאוחדת) Izraele a Judy je v hebrejské bibli (Starém zákoně) první království sjednocených dvanácti izraelských kmenů, kterému vládli králové Saul, David a Šalomoun (davidovská dynastie).
Předcházela mu doba Soudců (vojenských vůdců) popsaná v Knize Soudců, následovalo období rozdělení původního království na severní izraelské království a jižní judské království. Období sjednoceného království je popsáno v První a Druhé knize Samuelově a v První knize královské.

## Historicita
Neexistují jiné písemné prameny, které by umožňovaly ověřit historicitu biblického sjednoceného izraelského království. Zatímco náboženští fundamentalisté a konzervativní náboženští historici považují základ biblického příběhu za skutečný a datovatelný, kritičtí badatelé vycházející především z archeologických nálezů jsou k němu skeptičtí a považují ho za zakladatelský mýtus. Podle nich byli David a Šalomoun spíše lokálními vládci a severní Izrael, který byl významnějším královstvím, nikdy neovládli.
Jediným, pozdějším a nepřímým, písemným pramenem je stéla z Tel Danu datovaná do 9. století, která zmiňuje porážku vládce z "domu Davidova". Dokládá tedy, ne zcela nezpochybnitelně, existenci tradice o Davidovi, o kterou rod nějakých vládců opíral svou legitimitu. Neprozrazuje však nic o historické realitě, ze které tradice vznikla, ani historicitu samotného Davida.

## Izraelští králové
| Doba vlády | Jméno     |
| ---------- | --------- |
| 1050–1010  | Saul      |
| 1010–1008  | Iš-bošet  |
| 1008–970   | David     |
| 970–931    | Šalomoun  |
| 931–930    | Rechabeám |